# آلکساندر شاکاریان
آلکساندر نیکلایی شاکاریان (ارمنی: Ալեքսանդր Նիկոլայի Շաքարյան؛ زاده ۲۵ مارس ۱۹۱۲ - درگذشته ۲۰ سپتامبر ۱۹۸۴) نقاش اهل ارمنستان بود. وی بین سال‌های - تا - میلادی فعالیت می‌کرد.

## زندگی‌نامه
وی در ۲۵ مارس ۱۹۱۲ در باکو در به دنیا آمد و از آکادمی امپریال هنر فارغ‌التحصیل گشت. وی در تئاتر روسی استانیسلاوسکی ایروان فعالیت می‌کرد. وی همچنین برنده جوایزی همچون چهره هنری شایسته ارمنستان شوروی (۱۹۵۶) شد. وی در ۲۰ سپتامبر ۱۹۸۴ در سن ۷۲ سالگی در ایروان درگذشت.